# Stephen Gray

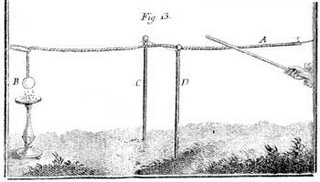
Esperimento di Gray

Stephen Gray (Canterbury, dicembre 1666 – Londra, 15 febbraio 1736) è stato uno scienziato britannico, noto per i suoi studi sulla conduzione elettrica e primo vincitore della Medaglia Copley, nel 1731 e nel 1732.